# IATE
IATE (ang. Inter-Active Terminology for Europe – interaktywna terminologia dla Europy) to wielojęzyczna elektroniczna baza terminologii stosowanej przez różne instytucje Unii Europejskiej. Projekt bazy zainicjowano w 1999 r., by umożliwić łatwiejszy dostęp do unijnej terminologii i ułatwić proces ujednolicania terminów pojawiających się w tekstach dotyczących UE oraz ich tłumaczeniach. Od 2004 r. z bazy zaczęły korzystać instytucje i agencje UE, a 28 czerwca 2007 r. baza została oficjalnie udostępniona na stronie internetowej.
Do IATE włączono istniejące wcześniej bazy terminologii opracowane przez służby językowe poszczególnych instytucji unijnych. Zawiera ona około 1,4 miliona wielojęzycznych haseł. Do IATE zaimportowano następujące wcześniejsze bazy:
- Eurodicautom (Komisja Europejska)
- TIS (Rada Unii Europejskiej)
- Euterpe (Parlament Europejski)
- Euroterms (Centrum Tłumaczeń dla Organów Unii Europejskiej)
- CDCTERM (Trybunał Obrachunkowy).

Oprócz wymienionych instytucji patnerami projektu są Trybunał Sprawiedliwości Unii Europejskiej, Komitet Ekonomiczno-Społeczny, Europejski Bank Centralny oraz Europejski Bank Inwestycyjny. Administratorem strony internetowej IATE jest Centrum Tłumaczeń dla Organów Unii Europejskiej w Luksemburgu.
Baza jest na bieżąco uzupełniana, a jej ogólnie dostępna część jest jedynie zweryfikowanym podzbiorem większych zasobów terminologicznych wykorzystywanych w codziennej pracy przez pracowników UE.